# Libona
Libona,  oficialmente  Municipality of Libona (Bukid and Higaonon: Banuwa ta Libona; Cebuano: Lungsod sa Libona; Tagalog: Bayan ng Liboba) es un municipio filipino de primera categoría, situado al norte de la isla de Mindanao. Forma parte de  la provincia de Bukidnon situada en la Región Administrativa de Mindanao del Norte en cebuano Amihanang Mindanaw, también denominada Región X. 
Para las elecciones está encuadrado en el primer distrito electoral.

## Barrios
El municipio  de Libona se divide, a los efectos administrativos, en 14 barangayes o barrios, conforme a la siguiente relación:

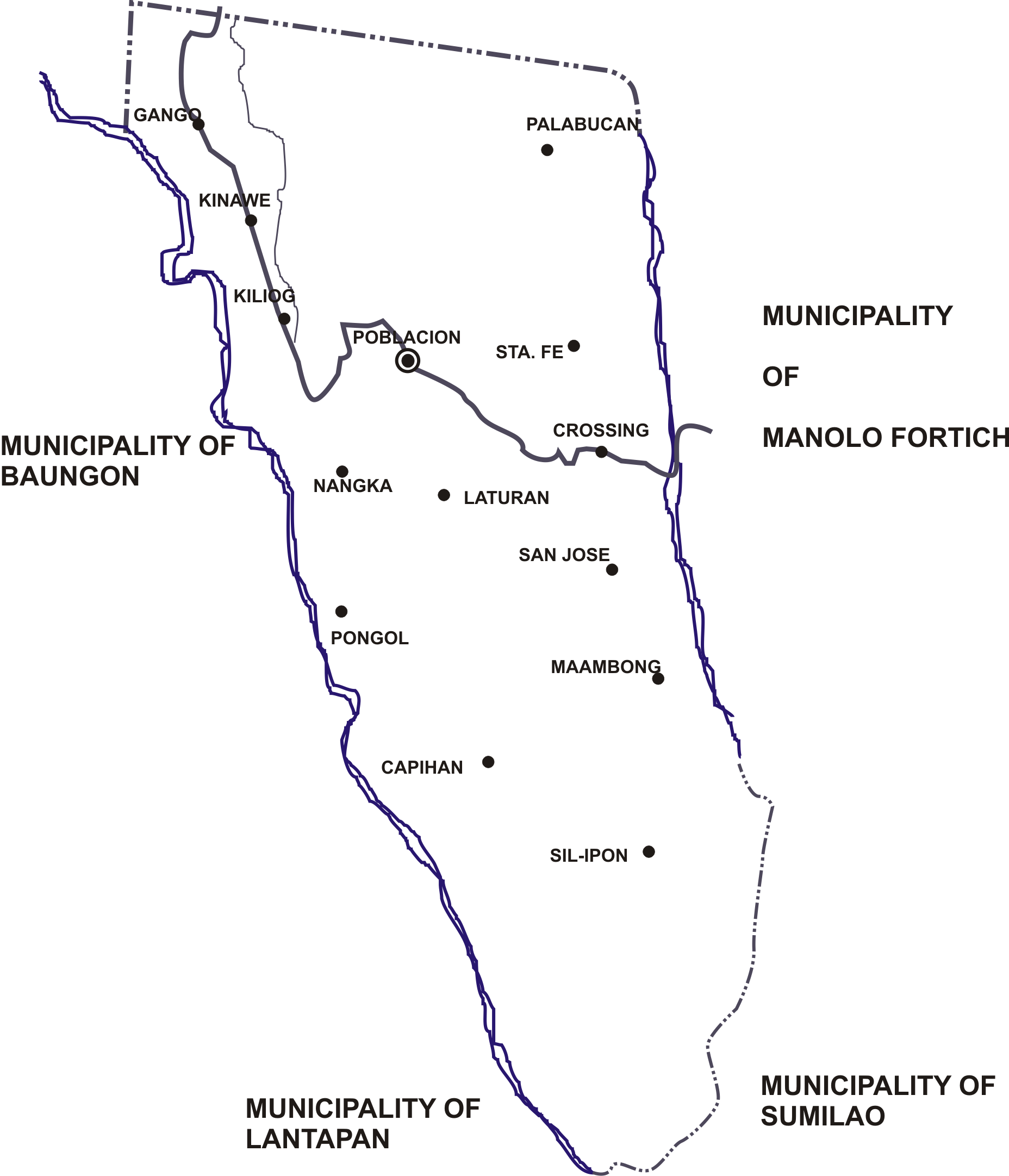
Mapa político de Libona.

| - Capihan - Crossing - Gango - Kiliog - Kinawe - Laturan - Maambong - Nangka - Palabucán - Población - Pongol - San José - Santa Fé - Sil-ipon |

## Historia
Una vez suscrito el tratado de paz en Tikalaan, los españoles llegaron a Cagayán de Oro donde establecieron el gobierno local.

## Clima
| Parámetros climáticos promedio de Libona, Bukidnon | Parámetros climáticos promedio de Libona, Bukidnon | Parámetros climáticos promedio de Libona, Bukidnon | Parámetros climáticos promedio de Libona, Bukidnon | Parámetros climáticos promedio de Libona, Bukidnon | Parámetros climáticos promedio de Libona, Bukidnon | Parámetros climáticos promedio de Libona, Bukidnon | Parámetros climáticos promedio de Libona, Bukidnon | Parámetros climáticos promedio de Libona, Bukidnon | Parámetros climáticos promedio de Libona, Bukidnon | Parámetros climáticos promedio de Libona, Bukidnon | Parámetros climáticos promedio de Libona, Bukidnon | Parámetros climáticos promedio de Libona, Bukidnon | Parámetros climáticos promedio de Libona, Bukidnon |
| Mes                                                | Ene.                                               | Feb.                                               | Mar.                                               | Abr.                                               | May.                                               | Jun.                                               | Jul.                                               | Ago.                                               | Sep.                                               | Oct.                                               | Nov.                                               | Dic.                                               | Anual                                              |
| -------------------------------------------------- | -------------------------------------------------- | -------------------------------------------------- | -------------------------------------------------- | -------------------------------------------------- | -------------------------------------------------- | -------------------------------------------------- | -------------------------------------------------- | -------------------------------------------------- | -------------------------------------------------- | -------------------------------------------------- | -------------------------------------------------- | -------------------------------------------------- | -------------------------------------------------- |
| Temp. máx. media (°C)                              | 25                                                 | 25                                                 | 26                                                 | 27                                                 | 27                                                 | 26                                                 | 26                                                 | 26                                                 | 26                                                 | 26                                                 | 26                                                 | 25                                                 | 25.9                                               |
| Temp. mín. media (°C)                              | 21                                                 | 20                                                 | 20                                                 | 21                                                 | 22                                                 | 22                                                 | 22                                                 | 22                                                 | 22                                                 | 22                                                 | 21                                                 | 21                                                 | 21.3                                               |
| Precipitación total (mm)                           | 271                                                | 217                                                | 193                                                | 178                                                | 344                                                | 423                                                | 362                                                | 358                                                | 329                                                | 320                                                | 322                                                | 260                                                | 3577                                               |
| Días de lluvias (≥ 1 mm)                           | 23.2                                               | 19.5                                               | 22.0                                               | 22.8                                               | 29.6                                               | 28.9                                               | 30.3                                               | 29.8                                               | 28.1                                               | 28.8                                               | 26.1                                               | 24.1                                               | 313.2                                              |
| Fuente: Meteoblue                                  |                                                    |                                                    |                                                    |                                                    |                                                    |                                                    |                                                    |                                                    |                                                    |                                                    |                                                    |                                                    |                                                    |

## Gobierno local
Municipal officials (2013-2016):
- Mayor: Leonardo Genesis T. Calingasan
- Vice Mayor: Aurelio B. Lopez
- Miembros Sangguniang Bayan:
  - Vicentico A. Buta
  - Ernie Al O. Edralin
  - Eterio P. Tanquis
  - Vicente F. Balais
  - Fernando P. Ibarita
  - Vladimir P. Gallego
  - Alejandro G. Buenaflor
  - Farrah L. Yongco

Presidente de Liga ng mga Barangay: Eleazar P. Ibona
Representante obligatorio de los pueblos indígenas: Ernie P. Calingasan

### Influencia española
La provincia de Misamis, creada en 1818,   formaba  parte del Imperio español en Asia y Oceanía (1520-1898). Estaba dividida en cuatro partidos.

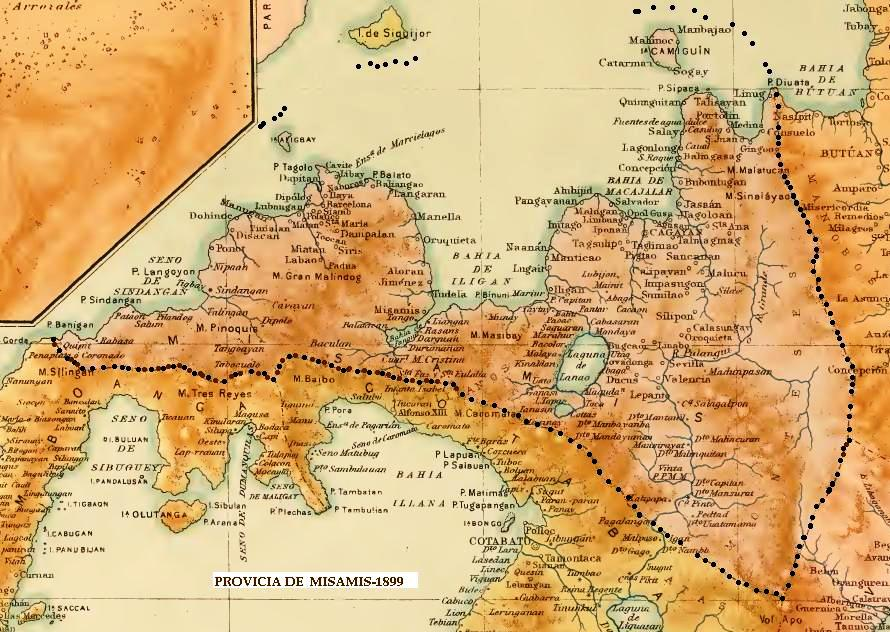
El distrito 2.º de Misamis en 1899

A principios del siglo XX la isla de Mindanao se hallaba dividida en siete distritos o provincias, uno de los cuales era el distrito 2.º de Misamis, su capital era la villa de Cagayán de Misamis y del mismo dependía la comandancia de Dapitan.

## Ocupación estadounidense
En septiembre de 1914, al crearse el Departamento de Mindanao y Joló , Bukidnon  se convierte en una de sus siete provincias.

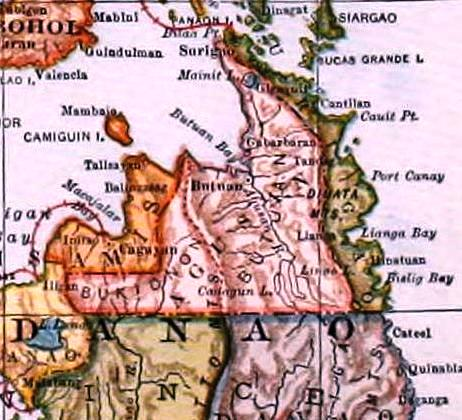
Agusan en 1921.

Una vez pacificado el territorio, el gobierno civil de la  provincia de Misamis fue establecido el 15 de mayo de 1901 incluyendo la subprovincia de Bukidnon.
En 1907  se crea la provincia de Agusan incluyendo  Bukidnon en su territorio.
Libona era uno de los trece distritos municipales de esta provincia, tal como figura en la División Administrativa de Filipinas de 1916 y también en el plano del censo de 1918.

## Independencia
El municipio data de 1 de julio de 1956, cuando los distritos municipales de Baungón, Kibawe, Libona, Maramag y Sumilao, todos en la provincia de Bukidnon, quedan convertidos en municipios regulares. El 4 de octubre de  1957 obtiene la categoría de municipio.

## Educación
Primaria
- Libona cuenta con más de 20 escuelas primarias que atienden a los jóvenes en los diferentes barangays del municipio.

Secundaria
- Libona National High School (Crossing)
- Kinawe National High School (Kinawe)
- Hossana Academy of Bukidnon Inc. (Gango)

Terceria
- Bukidnon State University - Libona Satellite Campus (Población)